# Fischoteilanden
De Fischoteilanden (Engels: Fischot Islands, Frans: Îles Fichot) zijn een onbewoonde archipel in de Canadese provincie Newfoundland en Labrador. De rotsachtige eilanden liggen voor de oostkust van het Great Northern Peninsula, het noordelijke schiereiland van het eiland Newfoundland. De archipel huisvestte eeuwenlang een relatief belangrijke vissersnederzetting.

## Geschiedenis
Op Fischot Island, het hoofdeiland van de archipel, bevond zich reeds in de 17e eeuw een belangrijke Franse vissershaven. Deze maakte deel uit van de Petit Nord, het noordelijke gedeelte van de zogenaamde Franse kust van Newfoundland.
Tijdens de Newfoundlandcampagne, die plaatsvond in de context van de Oorlog van koning George, vond er een zeeslag plaats bij de Fischoteilanden. Een groep van vier Britse schepen onder leiding van kapitein John Rous viel op 18 augustus 1744 vijf Franse schepen aan voor de kust van de Fischoteilanden. Elf Britten en een twintigtal Fransen kwamen om het leven.
Op de archipel bleef gedurende enkele eeuwen een vissersnederzetting bestaan, totdat deze in de jaren 1970 ontvolkt werd in het kader van het provinciale hervestigingsbeleid.

## Geografie
De Fischoteilanden liggen net ten oosten van het Great Northern Peninsula van Newfoundland. Ze liggen aan de zuidelijke toegang tot Hare Bay, zo'n 20 km ten zuiden van de regionale hoofdplaats St. Anthony. Het dichtstbij gelegen dorp is Grandois-St. Julien's, dan 10 km ten zuiden van de archipel ligt.
De eilanden zijn erg rotsachtig, grotendeels relatief laaggelegen en hebben geen bomen. Hierdoor zijn ze tijdens stormen volledig blootgesteld aan de kracht van de Atlantische Oceaan. Rondom de meeste eilanden liggen rotsen en klippen.
Het grootste eiland van de archipel is Fischot Island (1,75 km²), dat ruim anderhalve kilometer ten oosten van het "vasteland" van Newfoundland ligt. De zeestraat tussen beide staat bekend als het Fischot Channel. Het grootste eiland van de archipel is tegelijk – met uitzondering van het zeer kleine South Island – ook het zuidelijkste van de archipel.
Direct ten noorden van Fischot Island liggen Northeast Island (0,40 km²) en Frommy Island (0,09 km²). Tussen de drie eilanden ligt een natuurlijke haven alwaar de Fransen hun vissersnederzetting stichtten. Op Fischot, Northeast en Frommy Island staan nog steeds enkele gebouwen evenals andere overblijfselen van de nu tot spookdorp verworden plaats.
Ten noorden van Northeast Island liggen nog vier relatief grote eilanden. Het betreft achtereenvolgens Little Verdon Island (0,06 km²), Great Verdon Island (0,15 km²), Great Cormorandier Island (0,50 km²) en Little Cormorandier Island (0,038 km²). Behalve vele zeerotsen tellen de Fischoteilanden nog vier andere, kleinere eilanden, namelijk Pigeon, Melier, Massacre en Monk Island.

## Vogelhabitat
De Fischoteilanden zijn een belangrijke locatie om te overwinteren voor de eider, een kwetsbare eendensoort. In de winter en lente is de zee in het gebied grotendeels dichtgevroren, maar tussen de archipel en Newfoundland is er door de westerwind meestal nog open water alwaar de eiders samenkomen. 
In 1995 werd hun aantal op de archipel geschat op 10.000 vogels, oftewel 3,5% van de populatie van de noordelijke ondersoort (Somateria mollissima borealis). De archipel is daarom erkend als een Important Bird Area (IBA). Het IBA omvat bijna de gehele archipel; enkel de meest noordelijke eilanden (ten noorden van Melier Island) vallen erbuiten.